# 12月19日 (旧暦)
旧暦12月19日は旧暦12月の19日目である。六曜は赤口である。

## できごと
- 明徳2年/元中8年（ユリウス暦1392年1月13日） - 明徳の乱。守護大名一族・山名氏清・満幸が室町幕府に叛乱
- 天正14年（ユリウス暦1587年1月27日） - 関白羽柴秀吉が太政大臣に任ぜられる
- 慶長元年（グレゴリオ暦1597年2月5日） - 日本二十六聖人の殉教。豊臣秀吉が外国人宣教師6人と日本人修道者・信徒20人を長崎で磔刑に処す。
- 慶長19年（グレゴリオ暦1615年1月18日） - 大坂冬の陣で徳川側と豊臣側の和議が成立
- 文久元年（グレゴリオ暦1862年1月18日） - 江戸幕府が、小笠原諸島は日本領であると宣言

## 誕生日
- 景祐3年（ユリウス暦1037年1月8日） - 蘇軾、北宋の文学者・書家（+ 1101年）
- 天保6年（グレゴリオ暦1836年2月5日） - 天璋院、徳川家定の御台所（+ 1883年）
- 天保7年（グレゴリオ暦1837年1月25日） - 富岡鉄斎、日本画家（+ 1924年）

## 忌日
- 宝暦元年（グレゴリオ暦1752年2月3日） - 大岡忠相（大岡越前）、江戸町奉行・寺社奉行（* 1677年）